# Alchemilla sanguinolenta
Alchemilla sanguinolenta är en rosväxtart som beskrevs av Sergei Vasilievich Juzepczuk. Alchemilla sanguinolenta ingår i släktet daggkåpor, och familjen rosväxter. Inga underarter finns listade i Catalogue of Life.